# Lista reaktorów United States Navy
Lista reaktorów United States Navy

## Siłownie okrętów podwodnych
| Symbol                                                       | Symbol              | Konstrukcja         | Początek            | Uwagi                                                            |
| Submersible Reactor                                          | Submersible Reactor | Submersible Reactor | Submersible Reactor | Submersible Reactor                                              |
| ------------------------------------------------------------ | ------------------- | ------------------- | ------------------- | ---------------------------------------------------------------- |
| NR-1                                                         | NR-1                | Knolls              | 1969                |                                                                  |
| Submersible Reactor Small (SRS)                              |                     |                     |                     |                                                                  |
| S1C                                                          | S1C                 | Knolls              | 1959                | lądowy prototyp                                                  |
| S2C                                                          | S2C                 | Knolls              | 1960                | "Tullibee" (SSN-597)                                             |
| Submersible Intermediate Reactor (SIR)                       |                     |                     |                     |                                                                  |
| S1G                                                          | S1G                 | Knolls              | 1955                | lądowy prototyp                                                  |
| S2G                                                          | S2G                 | Knolls              | 1957                | "Seawolf" (SSN-575), zastąpiony przez S2Wa                       |
| Submarine Advanced Reactor (SAR)                             |                     |                     |                     |                                                                  |
| S3G                                                          | S3G                 | Knolls              | 1958                | lądowy prototyp                                                  |
| S4G                                                          | S4G                 | Knolls              | 1959                | "Triton" (SSRN-586) (jedyna amerykańska siłownia z 2 reaktorami) |
| Natural Circulation Reactor (NCR)                            |                     |                     |                     |                                                                  |
| S5G                                                          | S5G                 | Knolls              | 1965                | lądowy prototyp, "Narwhal" (SSN-671)                             |
| S6G                                                          | S6G                 | Knolls              | 1976                | zaadaptowany z siłowni D2G, typ Los Angeles                      |
| Modifications and Additions to Reactor Facility (MARF)       |                     |                     |                     |                                                                  |
| S7G                                                          | S7G                 | Knolls              | 1980                | lądowy prototyp                                                  |
| S8G                                                          | S8G                 | Knolls              | 1981                | lądowy prototyp, typ Trident                                     |
| Next Generation Reactor                                      |                     |                     |                     |                                                                  |
| S9G                                                          | S9G                 | Knolls              |                     | typ Virginia                                                     |
| Submarine Thermal Reactor (STR)                              |                     |                     |                     |                                                                  |
| S1W                                                          | S1W                 | Bettis              | 1953                | lądowy prototyp                                                  |
| S2W                                                          | S2W                 | Bettis              | 1954                | "Nautilus" (SSN-571), później także "Seawolf" (SSN-575)          |
| Submarine Fleet Reactor (STR)                                |                     |                     |                     |                                                                  |
| S3W                                                          | S3W                 | Bettis              | 1957                | typ Skate                                                        |
| S4W                                                          | S4W                 | Bettis              | 1958                | "Swordfish" (SSN-579)                                            |
| Submarine High Speed Reactor / Fast Attack Submarine Reactor |                     |                     |                     |                                                                  |
| S5W                                                          | S5W                 | Bettis              | 1959                | typ Skipjack                                                     |
| Advanced Fleet Reactor                                       |                     |                     |                     |                                                                  |
| S6W                                                          | S6W                 | Bettis              | 1994                | lądowy prototyp, typ Seawolf                                     |